# Cantone di Les Lilas
Il Cantone di Les Lilas era una divisione amministrativa dell'arrondissement di Bobigny.
È stato soppresso a seguito della riforma complessiva dei cantoni del 2014, che è entrata in vigore con le elezioni dipartimentali del 2015.
Comprendeva i comuni di:
- Les Lilas
- Le Pré-Saint-Gervais